# NGC 1311
NGC 1311 est une petite galaxie spirale de type magellanique vue par la tranche située dans la constellation de l'Horloge. NGC 1311 a été découverte par l'astronome britannique John Herschel en 1837.

## Caractéristiques
Sa vitesse par rapport au fond diffus cosmologique est de 503 ± 2 km/s, ce qui correspond à une distance de Hubble de 7,41 ± 0,52 Mpc (∼24,2 millions d'al).
À ce jour, 11 mesures non basées sur le décalage vers le rouge (redshift) donnent une distance de 4,932 ± 1,003 Mpc (∼16,1 millions d'al), ce qui est à l'intérieur des valeurs de la distance de Hubble. Étant donné la proximité de cette galaxie avec le Groupe local, cette valeur est peut-être plus près de la distance réelle de cette galaxie. 
La classe de luminosité de NGC 1311 est V et elle présente une large raie HI. C'est aussi une galaxie faiblement brillante en rayon X.

## Études des populations d'étoiles de NGC 1311
En raison de la proximité relative de NGC 1311, des études ont été réalisées sur sa population d'étoiles avec le télescope spatial Hubble. La puissance du télescope et la proximité de cette galaxie ont permis de résoudre individuellement des étoiles sur les images. Une étude réalisée par P.B Eskridge et ses collègues a montré que NGC 1311 referme une grande population d'étoiles supergéantes bleues et plusieurs amas ouverts compacts de jeunes étoiles. Une autre étude plus récente a permis de d'identifier 13 amas ouverts dont les masses varient de 1000 à 100 000 masses solaires. L'âge des étoiles des amas indiquent que NGC 1311 a connu des périodes intenses de formation d'étoiles à des périodes remontant à environ 1 milliard, 100 millions et 10 millions d'années.

## Groupe d'IC 1954
NGC 1311 fait partie du groupe de IC 1954 qui comprend au moins six galaxies brillantes dans le domaine des rayons X. Les autres galaxies du groupe sont IC 1933, IC 1954, ESO 200-G045, NGC 1249 et IC 1959.